# Joseph Déchelette

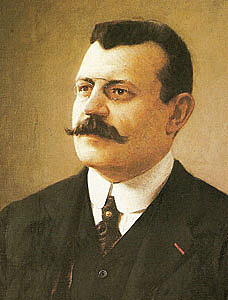
Joseph Déchelette, nach seinem Tod von Albert Dawant nach einer Fotografie gemalt

Joseph Déchelette (* 8. Januar 1862 in Roanne, Loire; † 3. Oktober 1914 in Vingré, Aisne) war ein französischer Archäologe, der insbesondere die Vorläufer der antiken Keramik erforscht hat. Er gehörte zu den ersten, die eine Verbindung zwischen der La-Tène-Kultur und den Kelten herstellten. Sein Manuel d’archéologie préhistorique, celtique et gallo-romaine war das erste systematische Handbuch der Ur- und frühgeschichtlichen Archäologie.

## Leben
Joseph Déchelette stammte aus einer wohlhabenden Industriellenfamilie in Roanne und besuchte die Schule der Maristen in Saint-Chamond. Durch seinen Onkel Jacques Gabriel Bulliot (1817–1902), der ein wichtiges Mitglied der lokalen Altertumsvereinigung Société éduenne d’Autun in Autun war, wurde sein Interesse an der Archäologie früh geweckt. Dennoch trat er nach dem Abschluss der Schule und des Wehrdiensts in Saint-Étienne zunächst in das Familiengeschäft ein. Dort blieb er auch bis 1899, wenngleich seine archäologischen Interessen zunehmend überhandnahmen.
1884 trat er der archäologischen Gesellschaft La Diana mit Sitz in Montbrison (Loire) bei, deren Ziel die Erfassung und das Studium der Denkmäler der südlich von Roanne gelegenen Provinz Forez war. Die Société française d’archéologie finanzierte seine Tätigkeit als Inspektor.
Seit 1892 war Déchelette ehrenamtlicher Kurator des Museums von Roanne.
1899 gab Joseph Déchelette endgültig seine Tätigkeit im Unternehmen seines Vaters auf, um sich ausschließlich der frühgeschichtlichen Archäologie zu widmen. Nachdem er sich von den beruflichen Zwängen befreit hatte, konnte er die zahlreichen Ausgrabungen und Museen von Frankreich studieren und Reisen in den Orient, Belgien, Deutschland, Österreich-Ungarn, Italien, Spanien und Französisch-Nordafrika unternehmen, und schließlich mit dem Verfassen von Büchern beginnen, so dass er zwischen 1908 und 1914 die ersten Bände des Manuel d’archéologie préhistorique, celtique et gallo-romaine veröffentlichen konnte. Das Werk stellte die prähistorische Archäologie auf ein neues Fundament und gilt als eine Grundlage der modernen und wissenschaftlichen Archäologie.
Als 1914 der Erste Weltkrieg ausbrach, wurde Déchelette trotz seines fortgeschrittenen Alters im Bestreben, die Lücken nach der Schlacht an der Marne wieder zu schließen,  in das 104. Regiment des französischen Heeres einberufen. Als Capitaine des 298.  Infanterieregiments fiel er am 3. Oktober 1914 an der Front (Mort pour la France). Er ruht heute auf dem Soldatenfriedhof von Ambleny und sein Name ist im Panthéon in Paris unter den 560 im Ersten Weltkrieg gefallenen Schriftstellern eingetragen. Das Kaiserlich-Deutsche Archäologische Institut gedachte seiner noch 1914 neben deutschen gefallenen Archäologen in seinem Archäologischen Anzeiger.

## Archäologische Arbeiten
Von Februar bis April 1893 unternahm Déchelette eine Reise nach Ägypten, von der er mit der Mumie des Nesyamons, der wahrscheinlich im Alter von fünfzehn Jahren starb und der zu seinen Lebzeiten in Theben für den Gott Amun sang, zurückkehrte.
Joseph Déchelette gelang es als erstem, eine kulturelle Einheit nördlich der Alpen am Ende der Eisenzeit nachzuweisen, indem er die Ergebnisse der archäologischen Ausgrabungen von vier Oppida vergleichend untersuchte: Bibracte in Burgund, Manching in Bayern, Stradonice in Böhmen und Velem-Szentvid in Ungarn. Er führte den Begriff der „Oppida-Zivilisation“ ein, die heute als die Endperiode der keltischen Zivilisation auf dem europäischen Kontinent angesehen wird in einer Region, die vom Süden Englands bis nach Mitteleuropa reicht.
Déchelette besuchte ebenso die Höhle von Altamira in Spanien, die er 1908 als „Sixtinische Kapelle der altsteinzeitlichen Kunst“ bezeichnete. Der Begriff wurde später wieder aufgegriffen, als Henri Breuil die Höhle von Lascaux die „Sixtinische Kapelle des Périgordien“ nannte und sich dabei auf den „verstorbenen Joseph Déchelette“ bezog.

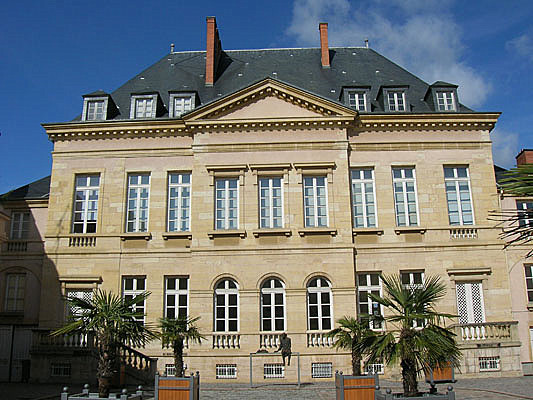
Nach Joseph Déchelette benanntes Museum in Roanne

## Musée Joseph Déchelette
Déchelette hatte 1896 das alte Palais der Familie Valence de Minardière in Roanne erworben. Dort lebte er und baute seine umfangreiche Bibliothek auf. Seine Witwe überließ das Haus der Stadt Roanne, blieb aber bis zu ihrem Tod 1957 im Erdgeschoss wohnen. 1923 wurde hier das 1844 gegründeten städtischen Museum, das seit 1892 von Déchelette geleitet wurde, ihm zu Ehren als Musée de Beaux-Arts et d’Archéologie Joseph Déchelette eröffnet. Das Museum verwahrt auch den persönlichen und wissenschaftlichen Nachlass von Joseph Déchelette.

## Europäischer Archäologiepreis
Auf Anregung seines Großneffen, Édouard Déchelette (†), wurde 2010 die Association Joseph Déchelette gegründet, welche die Erinnerung an diesen Wissenschaftler und Wegbereiter der Archäologie lebendig halten möchte. In Kooperation mit verschiedenen Partnern vergibt die Association den Europäischen Archäologiepreis Joseph Déchelette (französisch Prix européen d’archéologie Joseph Déchelette), mit dem die Doktorarbeit eines jungen Archäologen nach seiner Promotion ausgezeichnet werden soll. Der Preis umfasst ein Preisgeld sowie die Möglichkeit zu Forschungsaufenthalten an verschiedenen Institutionen.
Der Preis wendet sich an die breite Gemeinschaft der archäologisch Forschenden in Europa. Die Kriterien für seine Verleihung richten sich nach den Werten, die Joseph Déchelette auszeichneten: Offenheit, wissenschaftliche Sorgfalt, ein Sinn für das Praktische und ein internationaler Blickwinkel. Die auszuzeichnende Arbeit muss im weiteren Sinne den Bereich der jüngeren Vorgeschichte Europas behandeln, sowohl in geographischer als auch chronologischer Hinsicht (vorrömische Metallzeiten und Epoche der Romanisierung). Die Auszeichnung erfolgt unabhängig von der Sprache, in der die Doktorarbeit verfasst wurde.
Dieser im Jahr 2016 geschaffene Preis soll alle zwei Jahre von einer internationalen Kommission vergeben werden.
Partner für die Preisverleihung im Jahr 2018:
- Ministère de la culture et de la communication, Paris
- Musée Joseph-Déchelette, Roanne
- Musée d’Archéologie Nationale (MAN), Saint-Germain-en-Laye
- Römisch-Germanisches Zentralmuseum (RGZM), Mainz
- Parc et Musée d’archéologie de Neuchâtel, Laténium
- Association pour les Recherches sur l’Âge du Bronze (APRAB)
- Association française pour l’Étude de l’Âge du Fer (AFEAF)
- European Association of Archaeologists
- Fédération des Groupes de Recherche archéologique de la Loire (FRAL)
- Bibracte EPCC

Preisträgerinnen und Preisträger:
- 2016: Eneko Hiriart (Université Bordeaux Montaigne, laboratoire Ausonius): Pratiques économiques et monétaires entre l’Èbre et la Charente (Ve–Ier s. a.C.).
- 2018: Sasja van der Vaart-Verschoof (Universiteit Leiden): Constructing Powerful Identities. The conception and meaning of ‘rich’ Hallstatt burials in the Low Countries (800–500 BC).
- 2020: Marilou Nordez (Université de Toulouse): L’âge du Bronze moyen atlantique au prisme de la parure : Recherches sur les ornements corporels de France et des régions voisines (XVe-XIVe s. av. notre ère).[11]

## Publikationen (Auswahl)
Déchelettes Hauptwerk ist das Manuel d’archéologie préhistorique, celtique et gallo-romaine, das er nur bis in die La-Tène-Zeit fertigstellen konnte. Sein Plan, das Werk bis in die gallo-römische Zeit fortzusetzen, konnte erst durch Albert Grenier umgesetzt werden.
- mit Éleuthère Brabant: Les peintures murales du Moyen-âge et de la Renaissance en Forez. Brassart, Montbrison 1900.
- Les vases céramiques ornés de la Gaule romaine (Narbonnaise, Aquitaine et Lyonnaise). Zwei Bände. Picard, Paris 1904 (Digitalisat Band 1; Digitalisat Band 2).
- Manuel d’archéologie préhistorique, celtique et gallo-romaine. Vier Bände. Picard, Paris 1908–1914.
  - Band 1: Archéologie préhistorique. 1908 (Digitalisat).
  - Band 2: Archéologie celtique, ou protohistorique.
    - Band 2, 1: Âge du Bronze. 1910 (Digitalisat).
    - Band 2, 2: Premier âge du Fer ou époque de Hallstatt.  1913.
    - Band 2, 3: Deuxième âge du Fer ou époque de La Tène. 1914.

Siehe das Schriftenverzeichnis: Joseph Déchelette, les publications européennes (hors Forez, Roannais et Lyonnais). Ewiranda, abgerufen am 26. Mai 2019 (französisch).